# Ion Burlacu
Ion Burlacu /ion burlaku/ (ur. 3 lutego 1995 w Kiszyniowie) – mołdawski piłkarz występujący na pozycji bocznego lub środkowego obrońcy w drużynie Zarei Bielce.

## Statystyki kariery klubowej
Stan na 26 czerwca 2018.
| Klub                        | Sezon                       | Liga                        | Liga  | Liga   | Puchar krajowy | Puchar krajowy | Puchar ligi | Puchar ligi | Puchary europejskie | Puchary europejskie | Suma  | Suma   |
| Klub                        | Sezon                       | Liga                        | Mecze | Bramki | Mecze          | Bramki         | Mecze       | Bramki      | Mecze               | Bramki              | Mecze | Bramki |
| --------------------------- | --------------------------- | --------------------------- | ----- | ------ | -------------- | -------------- | ----------- | ----------- | ------------------- | ------------------- | ----- | ------ |
| Academia UTM Kiszyniów      | 2011/2012                   | Divizia Națională           | 3     | 0      | 0              | 0              | –           | –           | –                   | –                   | 3     | 0      |
| Academia UTM Kiszyniów      | 2012/2013                   | Divizia Națională           | 7     | 0      | 0              | 0              | –           | –           | –                   | –                   | 7     | 0      |
| Academia UTM Kiszyniów      | 2013/2014                   | Divizia Națională           | 23    | 1      | 1              | 0              | –           | –           | –                   | –                   | 24    | 1      |
| Victoria Bardar             | 2014/2015                   | Divizia A                   | 20    | 1      | ?              | ?              | –           | –           | –                   | –                   | ?     | ?      |
| Zarea Bielce                | 2015/2016                   | Divizia Națională           | 14    | 0      | 0              | 0              | –           | –           | –                   | –                   | 14    | 0      |
| Zarea Bielce                | 2016/2017                   | Divizia Națională           | 16    | 0      | 0              | 0              | –           | –           | 0                   | 0                   | 16    | 0      |
| Sfîntul Gheorghe Suruceni   | 2016/2017                   | Divizia A                   | 10    | 1      | 0              | 0              | –           | –           | –                   | –                   | 10    | 1      |
| GS Diagoras Rodos           | 2017/2018                   | Gamma Ethniki               | 3     | 0      | 0              | 0              | –           | –           | –                   | –                   | 3     | 0      |
| Zarea Bielce                | 2018                        | Divizia Națională           | 12    | 0      | 2              | 0              | –           | –           | 0                   | 0                   | 14    | 0      |
| Łącznie w Divizia Națională | Łącznie w Divizia Națională | Łącznie w Divizia Națională | 75    | 1      | –              | –              | –           | –           | –                   | –                   | –     | –      |

## Statystyki kariery reprezentacyjnej
Stan na 26 czerwca 2018.
| Reprezentacja | Rok     | Mecze | Bramki |
| ------------- | ------- | ----- | ------ |
| Mołdawia U-17 | 2011    | 3     | 0      |
| Mołdawia U-17 | Ogólnie | 3     | 0      |
| Mołdawia U-19 | 2012    | 2     | 0      |
| Mołdawia U-19 | 2013    | 1     | 0      |
| Mołdawia U-19 | Ogólnie | 3     | 0      |
| Mołdawia U-21 | 2016    | 1     | 0      |
| Mołdawia U-21 | Ogólnie | 1     | 0      |